# عقدة الجراح

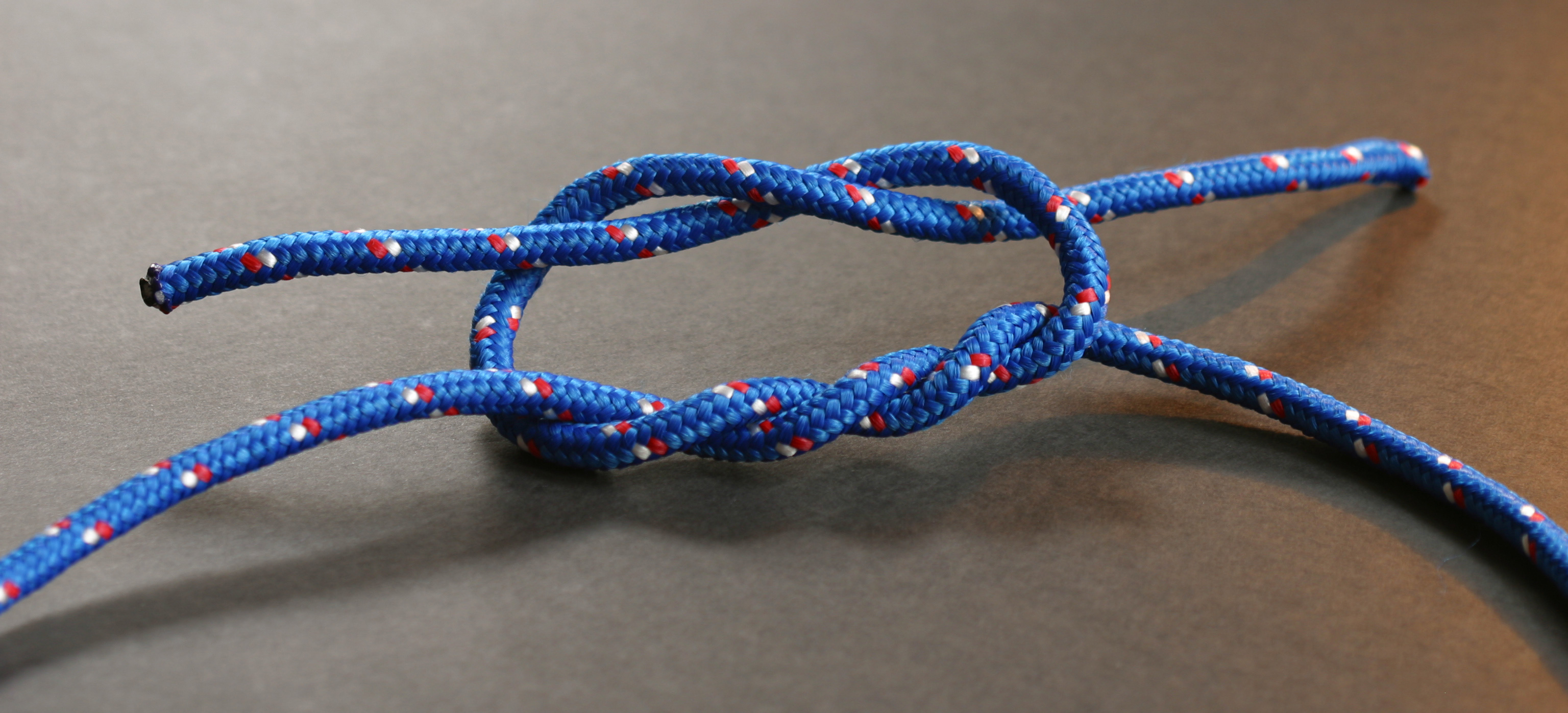
عقدة جراح قبل شدها تظهر التواءين واحد في الأسفل والآخر في الأعلى.

عقدة الجَرّاح هي عقدة جراحية فيها تعديل بسيط عن العقدة الشراعية.